# 薬師沢川
薬師沢川（やくしさわがわ）は、静岡県静岡市清水区大内（最下流の300 mを除く）を流れる巴川水系の準用河川。
共に庵原山地を源とする、塩田川と大内観音沢に挟まれた土地を流域とする。 
尚、静岡市が準用河川として管理する下流1.01 kmの名称は「薬師沢川」とされているが、その上流部は「薬師沢」と呼ばれるのが一般的であり、本項でも適宜使い分けている。

## 地理
清水区大内にある曹洞宗保蟹寺（ほうかいじ）脇を流れる、富東山沢（とみとうやまさわ）を源流とする。 
東名高速道路の北側においては、大内観音沢の東側約100 mを並行して流下する。 
東名高速道路の南側に出ると、静岡県が巴川の治水対策の一環として整備した、大内遊水地（大内下池）に沿って流れる。但し大内下池への注排水は巴川本流との越流堤・排水樋管を通して行われるので、薬師沢川とは直接繋がっていない。
同遊水地から東へ200 m離れたところで静清バイパスをくぐり、さらに南東へ150 m流下した地点で巴川に合流する。合流点には、塩田川・薬師沢川・巴川の3河川を跨ぐ巴流（ぱる）大橋が架かり、14度傾けられた逆Y型の主塔の足が薬師沢川を跨いでいる。 

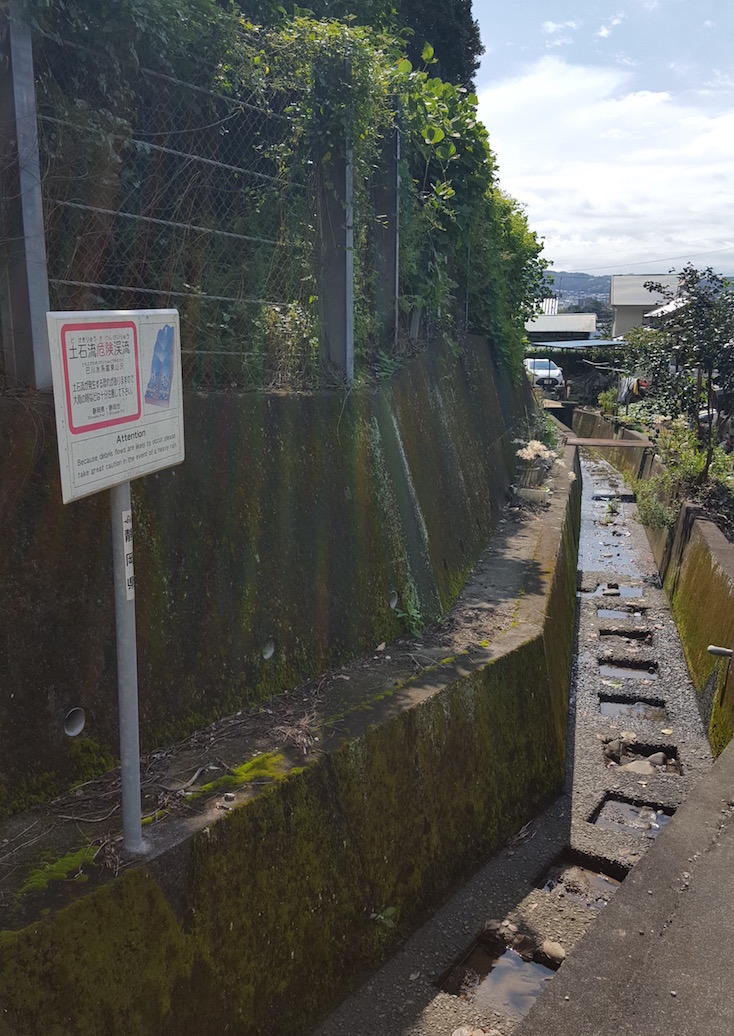
保蟹寺脇を流れる富東山沢（清水区大内）
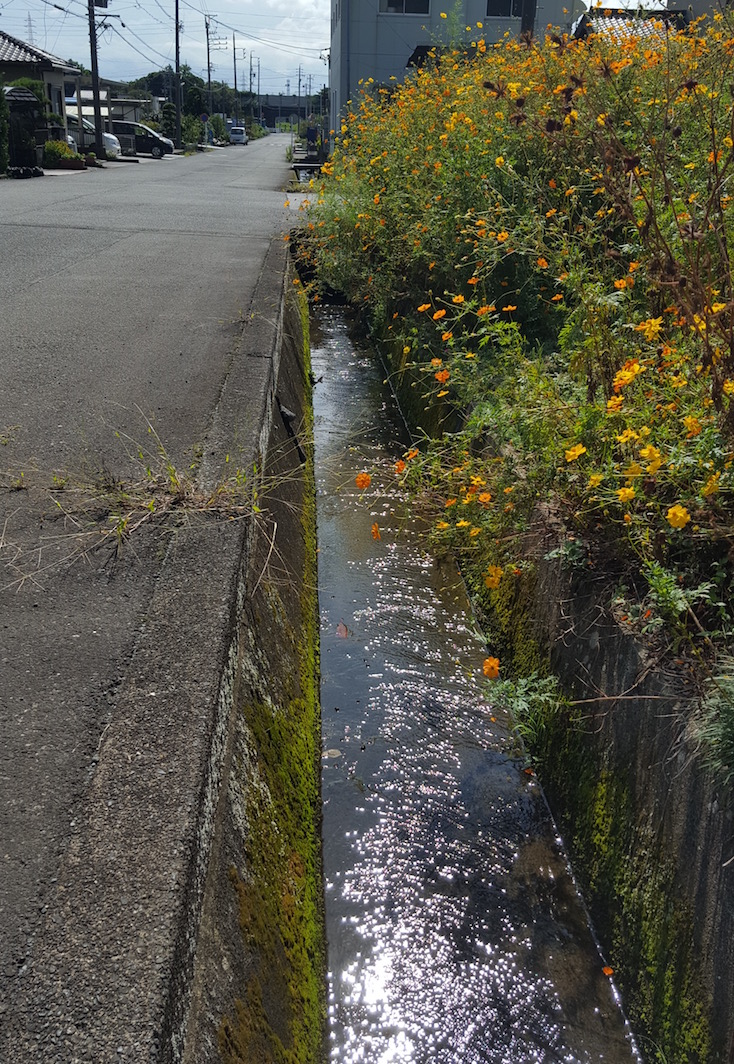
東名高速道路に向かって流れる薬師沢（清水区大内）
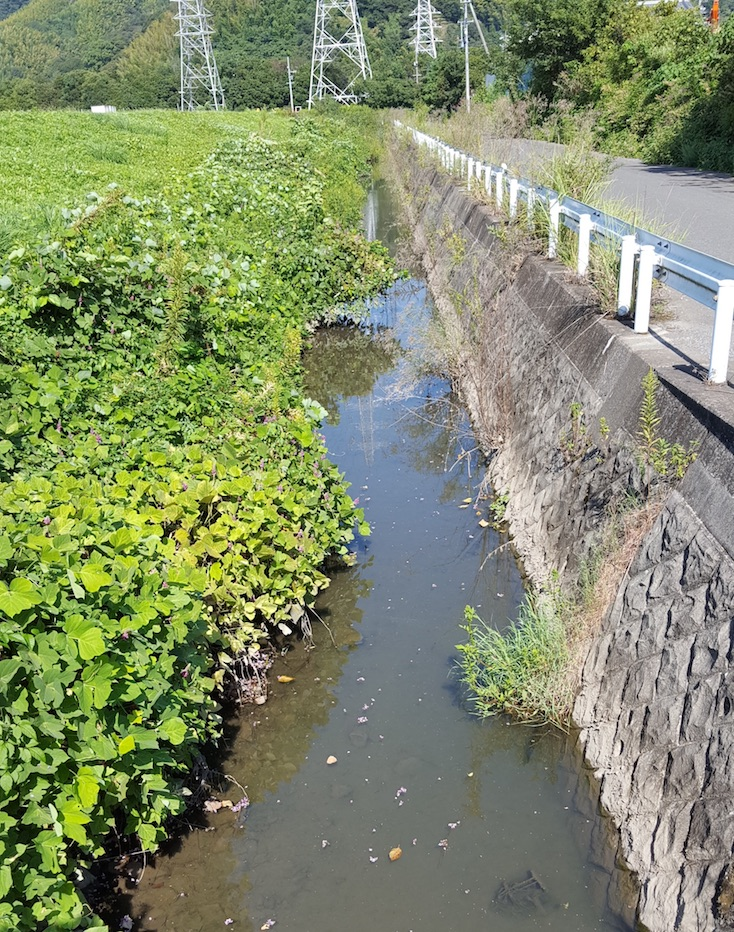
大内下池の脇を流れる薬師沢川（清水区大内）
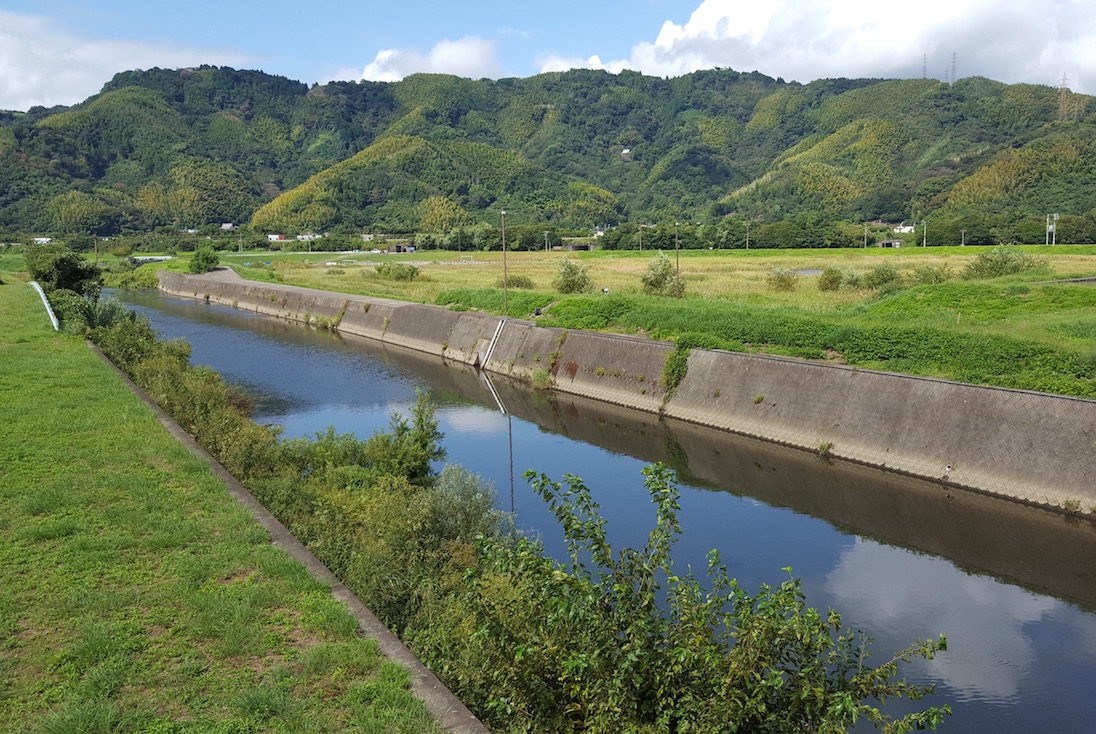
巴川（手前）と大内下池（奥）の間の越流堤（清水区大内）